# Klaus von Dohnanyi
Klaus Karl Anton von Dohnanyi (* 23. června 1928 Hamburk) je německý právník a politik. V politické činnosti byl spjat se Sociálnědemokratickou stranou Německa (SPD), kde patřil k jejímu konzervativnímu křídlu.
Jeho otec Hans von Dohnanyi a strýc Dietrich Bonhoeffer zemřeli v boji proti nacismu. Klaus vystudoval právo v Německu a USA.
Roku 1957 vstoupil do SPD. V letech 1969–1981 byl za tuto stranu poslancem Německého spolkového sněmu. V letech 1972–1974 byl spolkovým ministrem školství a vědy ve vládách Willyho Brandta. V letech 1981–1988 zastával úřad starosty Svobodného a hanzovního města Hamburk.
Byl třikrát ženat; má tři děti. Jeho bratr Christoph je významným dirigentem.